# Сан Савино (Форли-Чезена)
Сан Савино (итал. San Savino) је насеље у Италији у округу Форли-Чезена, региону Емилија-Ромања.
Према процени из 2011. у насељу је живело 270 становника. Насеље се налази на надморској висини од 169 м.